# Landtagswahlkreis Tübingen
Der Wahlkreis Tübingen (Wahlkreis 62) ist ein Landtagswahlkreis in Baden-Württemberg. Er umfasst die Gemeinden Ammerbuch, Bodelshausen, Dettenhausen, Mössingen, Neustetten, Ofterdingen, Rottenburg am Neckar und Tübingen aus dem Landkreis Tübingen. Wahlberechtigt waren bei der Landtagswahl 2021 131.269 Einwohner.
Die Grenzen der Landtagswahlkreise wurden nach der Kreisgebietsreform von 1973 zur Landtagswahl 1976 grundlegend neu zugeschnitten und seitdem nur punktuell geändert. Der Wahlkreis Tübingen war zunächst identisch mit dem Landkreis Tübingen, musste aber infolge überdurchschnittlichen Bevölkerungswachstums zur Landtagswahl 1992 verkleinert werden. Deswegen wurden die Gemeinden Kirchentellinsfurt und Kusterdingen dem benachbarten Wahlkreis Reutlingen zugeordnet. Zur Landtagswahl 2011 wurden auch die Gemeinden Dußlingen, Gomaringen und Nehren an den Wahlkreis Reutlingen angegliedert. 2019 wurde der Wahlkreis erneut verkleinert, die Gemeinden Hirrlingen und Starzach wurden in den Wahlkreis Balingen verschoben.

## Wahl 2021
Die Landtagswahl 2021 hatte folgendes Ergebnis:
| Direktkandidat         | Partei         | Stimmen in % | Landtagswahl 2016 Stimmen in % |
| ---------------------- | -------------- | ------------ | ------------------------------ |
| Daniel Lede Abal       | Grüne          | 39,0         | 38,0                           |
| Diana Arnold           | CDU            | 20,5         | 23,5                           |
| Ingo Reetzke           | AfD            | 6,5          | 10,2                           |
| Dorothea Kliche-Behnke | SPD            | 11,6         | 12,7                           |
| Irene Schuster         | FDP            | 7,6          | 6,4                            |
| Claudia Haydt          | DIE LINKE      | 6,7          | 5,4                            |
| Kornelius Schultka     | ödp            | 0,6          | 0,7                            |
| Paul-Jonas Bölzle      | Die PARTEI     | 1,3          | 0,7                            |
| Andreas Weber          | Freie Wähler   | 1,7          | –                              |
| Felix Eckerle          | dieBasis       | 0,8          | –                              |
| Stefan Klepp           | DiB            | 0,5          | –                              |
| Tanja Leinweber        | KlimalisteBW   | 1,4          | –                              |
| Alexander Mönch        | Die Humanisten | 0,3          | –                              |
| Christoph Hueck        | WiR2020        | 0,8          | –                              |
| Jonas Steinwender      | Volt           | 0,8          | –                              |
| –                      | Sonstige       | –            | 2,4                            |

## Wahl 2016
Die Landtagswahl 2016 hatte folgendes Ergebnis:
| Direktkandidat         | Partei   | Stimmen in % | Landtagswahl 2011 Stimmen in % |
| ---------------------- | -------- | ------------ | ------------------------------ |
| Klaus Tappeser         | CDU      | 23,8         | 32,1                           |
| Daniel Lede Abal       | GRÜNE    | 37,7         | 32,1                           |
| Dorothea Kliche-Behnke | SPD      | 12,6         | 21,8                           |
| Dietmar Schöning       | FDP      | 6,5          | 5,0                            |
| Bernhard Strasdeit     | LINKE    | 5,3          | 3,6                            |
| Mike Bery              | PIRATEN  | 0,7          | 2,2                            |
| Wolfgang Großkopf      | REP      | 0,2          | 1,0                            |
| Edda Schmidt           | NPD      | 0,3          | 0,6                            |
| Markus Vogt            | PARTEI   | 0,7          | —                              |
| Horst Walter Speichert | ALFA     | 1,1          | —                              |
| Markus Rölle           | AfD      | 10,3         | —                              |
| Kornelius Schultka     | ÖDP      | 0,7          | 0,5                            |
| —                      | Sonstige | —            | 01,3                           |

## Wahl 2011
Die Landtagswahl 2011 hatte folgendes Ergebnis:
| Direktkandidat                   | Partei   | Stimmen in % | Landtagswahl 2006 Stimmen in % |
| -------------------------------- | -------- | ------------ | ------------------------------ |
| Lisa Federle                     | CDU      | 32,11        | 38,3                           |
| Daniel Lede Abal                 | GRÜNE    | 32,13        | 22,7                           |
| Rita Haller-Haid                 | SPD      | 21,8         | 21,7                           |
| Max-Richard Freiherr von Rassler | FDP      | 05,0         | 08,8                           |
| Bernhard Strasdeit               | LINKE    | 03,6         | WASG: 3,9                      |
| Roman Kremer                     | PIRATEN  | 02,2         | 0—                             |
| Rolf Schlierer                   | REP      | 01,0         | 02,3                           |
| Axel Heinzmann                   | NPD      | 00,6         | 00,5                           |
| Andreas Weidling                 | AUF      | 00,6         | —                              |
| Nascha Marie Staffl              | FAMILIE  | 00,5         | —                              |
| Matthias Dietrich                | ÖDP      | 00,5         | 00,5                           |
| —                                | Sonstige | —            | 01,3                           |

## Abgeordnete seit 1956
Bei den Landtagswahlen in Baden-Württemberg hat jeder Wähler nur eine Stimme, mit der sowohl der Direktkandidat als auch die Gesamtzahl der Sitze einer Partei im Landtag ermittelt werden. Dabei gibt es keine Landes- oder Bezirkslisten, stattdessen werden zur Herstellung des Verhältnisausgleichs unterlegenen Wahlkreisbewerbern Zweitmandate zugeteilt. Die bisherige Regelung, die eine Zuteilung dieser Mandate nach absoluter Stimmenzahl auf Ebene der Regierungsbezirke vorsah, begünstigte den Wahlkreis Tübingen erheblich. Das lag zum einen an der überdurchschnittlichen Bevölkerungszahl, zum anderen am vergleichsweise niedrigen Stimmenanteil für die CDU und den damit verbundenen höheren Ergebnissen der anderen Parteien.
Den Wahlkreis Tübingen vertraten seit 1956 folgende Abgeordnete im Landtag:
| Partei | Art des Mandats | Gewählte |
| ------ | --------------- | --- |
| CDU    | Erstmandat      | Gebhard Müller 1956, Mandat niedergelegt zum 1. Januar 1959 Jakob Krauss, nachgerückt am 1. Januar 1959 Gerhard Weng 1964, 1968, 1972, 1976, 1980, 1984 Friedhelm Repnik 1988, 1992, 1996, 2001 Klaus Tappeser 2006, Mandat niedergelegt zum 7. Januar 2008 Monika Bormann, nachgerückt am 8. Januar 2008 |
| CDU    | Zweitmandat     | Jakob Krauss 1960 |
| Grüne  | Erstmandat      | Daniel Lede Abal 2011, 2016, 2021 |
| Grüne  | Zweitmandat     | Wolf-Dieter Hasenclever 1980 Fritz Kuhn 1984 Christine Muscheler-Frohne 1988 Monika Schnaitmann 1992 Sabine Schlager 1996 Boris Palmer 2001, 2006, Mandat niedergelegt zum 26. Mai 2007 Ilka Neuenhaus, nachgerückt am 26. Mai 2007                                                                       |
| SPD    | Erstmandat      | Erwin Geist 1960 |
| SPD    | Zweitmandat     | Erwin Geist 1956, 1964, 1968 Roland Hahn 1972, 1976, 1980 Gerd Weimer 1984, 1988, 1992, 1996 Rita Haller-Haid 2001, 2006, 2011 Dorothea Kliche-Behnke 2021 |
| FDP    | Zweitmandat     | Hinrich Enderlein 1972, 1976, 1980, 1984 Dietmar Schöning 1992 |
| REP    | Zweitmandat     | Karl-August Schaal 1992 |